# Parafia Najświętszej Maryi Panny Królowej Polski w Zalesiu Wielkim
Parafia Najświętszej Maryi Panny Królowej Polski w Zalesiu Wielkim – parafia rzymskokatolicka, znajdująca się w archidiecezji poznańskiej, w dekanacie krobskim.